# Alexa Knierim
Alexa Paige Knierim, z domu Scimeca (ur. 10 czerwca 1991 w Addison) – amerykańska łyżwiarka figurowa, startująca w parach sportowych z Brandonem Frazierem. Wicemistrzyni olimpijska z Pekinu (2022, drużynowo) i brązowa medalistka olimpijska z Pjongczangu (2018, drużynowo), mistrzyni świata (2022), medalistka mistrzostw czterech kontynentów, srebrna medalistka Finału Grand Prix (2022) oraz 4-krotna mistrzyni Stanów Zjednoczonych (2015, 2018, 2020, 2021).
Na Zimowych Igrzyskach Olimpijskich 2018 Knierim i jej mąż Chris Knierim zostali pierwszą amerykańską parą sportową i drugą parą w historii, która wykonała poczwórne podnoszenie twistowe na igrzyskach olimpijskich.

## Życiorys

### Początki
Urodziła się w Addison w stanie Illinois w rodzinie Toma i Tiny Scimeca. Ma brata Dereka i siostrę Olivię.
Rozpoczęła treningi łyżwiarskie mając siedem lat. W 2012 roku zadebiutowała w mistrzostwach Stanów Zjednoczonych wraz ze swoim pierwszym partnerem sportowym Iwanem Dimitrowem, gdzie zajęli 10. miejsce. Para nie kontynuowała wspólnych występów i w tym samym roku Scimeca przeniosła się z Connecticut do Colorado Springs, aby trenować u Dalilah Sappenfield.

### Partnerstwo z Knierimem
W kwietniu 2012 roku Scimeca, za sugestią trenerki Sappenfield, rozpoczęła współpracę sportową z Chrisem Knierimem. W sezonie 2012/2013 para zwyciężyła w swoich pierwszych wspólnych zawodach, International Cup of Nice 2012 oraz zadebiutowali w zawodach z cyklu Grand Prix, gdzie uplasowali się na czwartym miejscu NHK Trophy 2012. Następnie zostali wicemistrzami Stanów Zjednoczonych ustępując jedynie Castelli i Shnapirowi. Wycofali się z mistrzostw czterech kontynentów 2013 z powodu kontuzji stopy Alexy, ale udało im się wrócić do rywalizacji na mistrzostwa świata, gdzie zajęli dziewiąte miejsce broniąc przy tym możliwości występu dwóch amerykańskich par sportowych na zimowych igrzyskach olimpijskich 2014. W kolejnym sezonie Scimeca i Knierim rozpoczęli rywalizację z opóźnieniem, z powodu kontuzji Chrisa, której doznał w lipcu tj. złamania kości strzałkowej w kostce przez co musiał przejść operację polegającą na wstawieniu metalowej płytki o dziewięciu śrub. Na mistrzostwach kraju zajęli czwarte miejsce i zostali drugą rezerwową parą sportową do wyjazdu na Zimowe Igrzyska Olimpijskie 2014 w Soczi, a na które ostatecznie nie pojechali. Sezon zakończyli brązowym medalem mistrzostw czterech kontynentów.

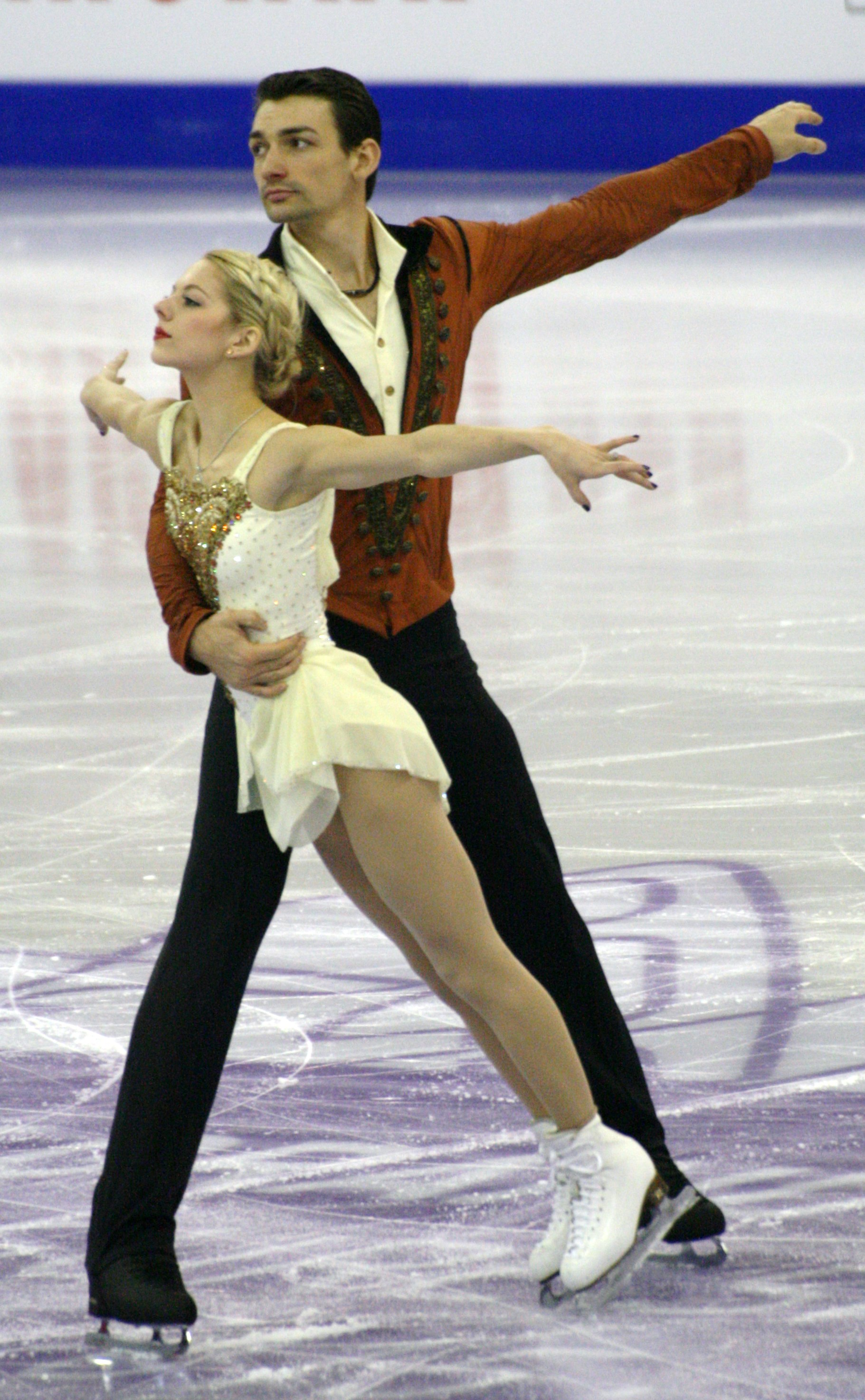
Pierwszy w karierze występ w finale Grand Prix 2015

W sezonie 2014/2015 dwukrotnie stawali na podium zawodów cyklu Challenger Series wygrywając U.S. International Classic oraz zajmując trzecie miejsce na Nebelhorn Trophy, zaś w zawodach z cyklu Grand Prix dwukrotnie plasowali się tuż za podium. W styczniu 2015 roku zdobyli swój pierwszy tytuł mistrzów Stanów Zjednoczonych. Na mistrzostwach czterech kontynentów zajęli miejsce piąte miejsce, zaś na mistrzostwach świata miejsce siódme. Następny sezon ponownie rozpoczęli od sukcesów w cyklu Challenger Series, czyli złotego medalu w Ice Challenge oraz drugiego miejsca na Nebelhorn Trophy. Dobrą passę kontynuowali w zawodach Grand Prix. Zajęli drugie miejsce w Skate America oraz trzecie w NHK Trophy co pozwoliło im to na pierwszy w karierze awans do finału Grand Prix, gdzie zajęli siódmą lokatę. Następnie po raz drugi zostali wicemistrzami kraju oraz wywalczyli srebro mistrzostw czterech kontynentów 2016 ustępując na podium jedynie chińskiej parze Sui i Han.
W kwietniu 2016 roku Scimeca zaczęła chorować, co przeszkadzało parze w letnich przygotowaniach do kolejnego sezonu. Niedługo po ślubie pary w czerwcu 2016 roku Amerykanka szybko traciła na wadze z powodu przewlekłych wymiotów. Jej nagła choroba zmusiła ją do rezygnacji z wyczerpujących treningów, a nawet z jazdy na łyżwach. W sierpniu jej choroba została prawidłowo zdiagnozowana jako rzadkie, zagrażające życiu schorzenie przewodu pokarmowego, które wymagało natychmiastowego przeprowadzenia dwóch operacji. Para zaczęła wracać do regularnych treningów we wrześniu, ale ze względu na trzecią operację Alexy w listopadzie, do rywalizacji wrócili dopiero w styczniu kolejnego roku. Wzięli udział w dwóch docelowych imprezach sezonu, mistrzostwach czterech kontynentów, gdzie zajęli szóste miejsce oraz na mistrzostwach świata, gdzie zajęli miejsce dziesiąte.
W sezonie olimpijskim 2017/2018 po zajęciu drugiego miejsca w U.S. International Classic 2017, dwukrotnie zajmowali piąte miejsce w Skate America oraz NHK Trophy. Następnie drugi tytuł mistrzów Stanów Zjednoczonych w karierze pozwolił im na wywalczenie miejsca w reprezentacji Stanów Zjednoczonych na Zimowe Igrzyska Olimpijskie 2018 w Pjongczangu zarówno w konkurencji par sportowych jak i zawodów drużynowych. Na mistrzostwach krajowych para wykonała poczwórne podnoszenie twistowe po raz pierwszy od 2016 roku. W zawodach drużynowych podczas swojego debiutu olimpijskiego zajęli czwarte miejsce w programie krótkim oraz tę samą lokatę w programie dowolnym, w obu przypadkach osiągając najlepszą notę w sezonie. 12 lutego wraz ze swoją reprezentacją wywalczyli brązowy medal olimpijski. W konkurencji par sportowych zajęli 15. miejsce i zostali pierwszą amerykańską parą oraz drugą w historii która wykonała poczwórne podnoszenie twistowe na Olimpiadzie. Tę samą lokatę powtórzyli na zamykających sezon mistrzostwach świata w Mediolanie. 14 maja 2018 roku para małżeństwo Knierim oficjalnie zakończyło współpracę z Dalilah Sappenfield. Ich nową trenerką została mistrzyni olimpijska z Pjongczangu Alona Sawczenko, z którą trenowali w Chicago oraz Oberstdorfie.
Sezon 2019/2020, który okazał się ich ostatnim wspólnym w karierze, rozpoczął się od srebra U.S. International Classic, ale nie był dla nich udany na arenie międzynarodowej. Pomimo zdobycia trzeciego tytułu mistrzów Stanów Zjednoczonych, te zawody okazały się później ich ostatnim wspólnym sukcesem. Podczas programu krótkiego na mistrzostwach czterech kontynentów 2020 w Seulu, Chris Knierim popełnił błąd podczas podejścia do wykonania piruetów równoległych i zatrzymał się nie podejmując dalszej próby wykonania elementu. Para straciła kilka punktów do czołówki i zajmowała piątą lokatę uzyskując 63,14 pkt. Następnego dnia wycofali się z zawodów tłumacząc to chorobą w rodzinie. 25 lutego amerykańska federacja ogłosiła, że Alexa i Chris Knierim wycofali się z udziału w mistrzostwach świata 2020, a ich miejsce zajmie Jessica Calalang i Brian Johnson. Tego samego dnia jej partner, a prywatnie mąż, zakończył karierę sportową, a ona ogłosiła, że ma zamiar kontynuować karierę z innym partnerem. Chris Knierim tłumaczył swoją decyzję kolejnymi kontuzjami i walką z depresją. Para opowiedziała o traumatycznych mistrzostwach czterech kontynentów, podczas których „czuł się [on] nieobecny”. Na koniec programu krótkiego powiedział żonie, że „ma dość”, co tyczyło się nie tylko tych zawodów, ale jego całej kariery sportowej. Jej mąż rozpoczął leczenie depresji i postanowił, że będzie członkiem jej sztabu szkoleniowego.

### Partnerstwo z Frazierem
30 marca 2020 roku ogłoszono, że nowym partnerem sportowym Knierim został Brandon Frazier, który w podobnym czasie rozstał się z długoletnią partnerką sportową. Ich pierwszy wspólny sezon 2020/2021 odbywał się w czasie pandemii, przez co obsada zawodów bywała mniej liczna, ale we wspólnym debiucie na Skate America 2020 niespodziewanie zdobyli złoty medal. Ich dobrą formę na tle innych amerykańskich par sportowych potwierdził tytuł mistrzów Stanów Zjednoczonych, czwarty dla niej i drugi dla Fraziera. Na zakończenie sezonu zajęli siódmą lokatę na mistrzostwach świata.

W zeszłym roku [2020, na mistrzostwach kraju], zanim zaczęliśmy się rozgrzewać, nawiązaliśmy [z Alexą Knierim] kontakt wzrokowy. Była tam tylko konkurencyjność. To normalne, ale zawsze mi się to podobało to uczucie (...). Obydwoje zakończyliśmy wielkie podróże z naszymi byłymi partnerami. Dlatego dla nas to błogosławieństwo, że nadal jesteśmy w stanie startować.

Sezon olimpijski 2021/2022 Knierim i Frazier rozpoczęli od piątego miejsca w Golden Spin of Zagreb, a następnie wystąpili na zawodach z cyklu Grand Prix, gdzie zajęli czwartą lokatę na Skate America i zdobyli brązowy medal na Internationaux de France. Jako najwyżej notowana amerykańska para sportowa byli faworytami do zdobycia kwalifikacji olimpijskiej na mistrzostwach kraju, z których musieli wycofać się po uzyskaniu pozytywnego wyniku na COVID-19 u Fraziera tuż przed zawodami. Knierim i Frazier otrzymali możliwość startu na igrzyskach od federacji po ich petycji w tej sprawie. W lutym 2022 roku wzięli udział w zimowych igrzyskach olimpijskich w Pekinie. Byli jedyną amerykańską parą sportową zgłoszoną do udziału w zawodach drużynowych, gdzie dali reprezentacji USA 14 punktów do klasyfikacji generalnej, przy czym zajmowali trzecie miejsce w programie krótkim (na dziewięć par) oraz piąte, ostatnie miejsce w programie dowolnym. Ostatecznie zdobyli drużynowe wicemistrzostwo olimpijskie. Z kolei w rywalizacji par sportowych zajęli szóste miejsce. Na zakończenie sezonu wzięli udział w mistrzostwach świata 2022, na których po pobiciu rekordów życiowych w obu segmentach oraz nocie łącznej odnieśli największy sukces w historii amerykańskich par sportowych od 20 lat – wywalczyli tytuł mistrzów świata.

## Życie prywatne
W kwietniu 2012 roku Alexa Scimeca poznała swojego nowego partnera sportowego Chrisa Knierima, a około miesiąc później zostali parą w życiu prywatnym. Zaręczyli się 8 kwietnia 2014 roku, a ślub wzięli 26 czerwca 2016 roku w Colorado Springs.

## Osiągnięcia

### Z Brandonem Frazierem
| Zawody                           | 20–21          | 21–22          | 22–23          |                |                |                |                |                |                |                |                |                |                |                |                |                |                |
| Międzynarodowe                   | Międzynarodowe | Międzynarodowe | Międzynarodowe | Międzynarodowe | Międzynarodowe | Międzynarodowe | Międzynarodowe | Międzynarodowe | Międzynarodowe | Międzynarodowe | Międzynarodowe | Międzynarodowe | Międzynarodowe | Międzynarodowe | Międzynarodowe | Międzynarodowe | Międzynarodowe |
| -------------------------------- | -------------- | -------------- | -------------- | -------------- | -------------- | -------------- | -------------- | -------------- | -------------- | -------------- | -------------- | -------------- | -------------- | -------------- | -------------- | -------------- | -------------- |
| Zimowe igrzyska olimpijskie      |                | 6              |                |                |                |                |                |                |                |                |                |                |                |                |                |                |                |
| Mistrzostwa świata               | 7              | 1              | 2              |                |                |                |                |                |                |                |                |                |                |                |                |                |                |
| GP Finał Grand Prix              |                |                | 2              |                |                |                |                |                |                |                |                |                |                |                |                |                |                |
| GP Skate America                 | 1              | 4              | 1              |                |                |                |                |                |                |                |                |                |                |                |                |                |                |
| GP Internationaux de France      |                | 3              |                |                |                |                |                |                |                |                |                |                |                |                |                |                |                |
| GP MK John Wilson Trophy         |                |                | 1              |                |                |                |                |                |                |                |                |                |                |                |                |                |                |
| CS Golden Spin of Zagreb         |                | 5              |                |                |                |                |                |                |                |                |                |                |                |                |                |                |                |
| Krajowe                          |                |                |                |                |                |                |                |                |                |                |                |                |                |                |                |                |                |
| Mistrzostwa Stanów Zjednoczonych | 1              | WD             |                |                |                |                |                |                |                |                |                |                |                |                |                |                |                |
| Zawody drużynowe                 |                |                |                |                |                |                |                |                |                |                |                |                |                |                |                |                |                |
| Zimowe igrzyska olimpijskie      |                | 2              |                |                |                |                |                |                |                |                |                |                |                |                |                |                |                |
| World Team Trophy                | 2 T 2 P        |                |                |                |                |                |                |                |                |                |                |                |                |                |                |                |                |

### Z Chrisem Knierimem
| Zawody                           | 12–13          | 13–14          | 14–15          | 15–16          | 16–17          | 17–18          | 18–19          | 19–20          |                |                |                |                |                |                |                |                |                |
| Międzynarodowe                   | Międzynarodowe | Międzynarodowe | Międzynarodowe | Międzynarodowe | Międzynarodowe | Międzynarodowe | Międzynarodowe | Międzynarodowe | Międzynarodowe | Międzynarodowe | Międzynarodowe | Międzynarodowe | Międzynarodowe | Międzynarodowe | Międzynarodowe | Międzynarodowe | Międzynarodowe |
| -------------------------------- | -------------- | -------------- | -------------- | -------------- | -------------- | -------------- | -------------- | -------------- | -------------- | -------------- | -------------- | -------------- | -------------- | -------------- | -------------- | -------------- | -------------- |
| Igrzyska olimpijskie             |                |                |                |                |                | 15             |                |                |                |                |                |                |                |                |                |                |                |
| Mistrzostwa świata               | 9              |                | 7              | 9              | 10             | 15             |                | WD             |                |                |                |                |                |                |                |                |                |
| Mistrzostwa czterech kontynentów | WD             | 3              | 5              | 2              | 6              |                |                | WD             |                |                |                |                |                |                |                |                |                |
| GP Finał Grand Prix              |                |                |                | 7              |                |                |                |                |                |                |                |                |                |                |                |                |                |
| GP Cup of China                  |                | 5              |                |                | WD             |                |                |                |                |                |                |                |                |                |                |                |                |
| GP NHK Trophy                    | 4              |                |                | 3              |                | 5              | 3              | 7              |                |                |                |                |                |                |                |                |                |
| GP Rostelecom Cup                |                | 6              |                |                | WD             |                |                |                |                |                |                |                |                |                |                |                |                |
| GP Skate America                 |                |                | 4              | 2              |                | 5              | 4              |                |                |                |                |                |                |                |                |                |                |
| GP Skate Canada International    |                |                |                |                |                |                |                | 4              |                |                |                |                |                |                |                |                |                |
| GP Internationaux de France      |                |                | 4              |                |                |                |                |                |                |                |                |                |                |                |                |                |                |
| CS Ice Challenge                 |                |                |                | 1              |                |                |                |                |                |                |                |                |                |                |                |                |                |
| CS Nebelhorn Trophy              |                |                | 3              | 2              |                |                | 2              |                |                |                |                |                |                |                |                |                |                |
| CS U.S. International Classic    |                |                | 1              |                |                | 2              |                | 2              |                |                |                |                |                |                |                |                |                |
| International Cup of Nice        | 1              |                |                |                |                |                |                |                |                |                |                |                |                |                |                |                |                |
| Memoriał Ondreja Nepeli          |                | 3              |                |                |                |                |                |                |                |                |                |                |                |                |                |                |                |
| Krajowe                          |                |                |                |                |                |                |                |                |                |                |                |                |                |                |                |                |                |
| Mistrzostwa Stanów Zjednoczonych | 2              | 4              | 1              | 2              | WD             | 1              |                | 1              |                |                |                |                |                |                |                |                |                |
| Zawody drużynowe                 |                |                |                |                |                |                |                |                |                |                |                |                |                |                |                |                |                |
| Igrzyska olimpijskie             |                |                |                |                |                | 3 T 4 P        |                |                |                |                |                |                |                |                |                |                |                |
| World Team Trophy                |                |                | 1 T 4 P        |                |                |                |                |                |                |                |                |                |                |                |                |                |                |
| Team Challenge Cup               |                |                |                | 1 T 3 P        |                |                |                |                |                |                |                |                |                |                |                |                |                |

### Z Iwanem Dimitrowem
| Mistrzostwa Stanów Zjednoczonych | WD | 10 |

## Programy
Alexa Knierim / Brandon Frazier
| Sezon   | Program krótki (SP)                                                                                        | Program dowolny (FS)                                                                                   |
| ------- | --- | --- |
| 2022–23 | - Separate Ways (Worlds Apart) – Journey choreografia: Shae-Lynn Bourne, John Kerr                         | - Sign of The Times – Harry Styles choreografia: Shae-Lynn Bourne, John Kerr                           |
| 2021–22 | - House of The Rising Sun – Heavy Young Heathens choreografia: Renee Rocca, Shae-Lynn Bourne               | - Fix You – Coldplay - Redemption Through Love – Karl Hugo choreografia: Renee Rocca, Shae-Lynn Bourne |
| 2020–21 | - In the End – Tommee Profitt, oryg. Linkin Park - Too Far Gone – Hidden Citizens choreografia: Renee Roca | - Fall On Me – Andrea Bocelli, Matteo Bocelli choreografia: Renee Roca                                 |

Alexa Scimeca Knierim / Chris Knierim
| Sezon   | Program krótki (SP)                                                                               | Program dowolny (FS)                                                                                       |
| ------- | ------------------------------------------------------------------------------------------------- | --- |
| 2019–20 | - At Last – Beyoncé choreografia: Benoit Richaud                                                  | - Drop of Fragrance – Maxime Rodriguez - Experience – Ludovico Einaudi choreografia: Benoit Richaud        |
| 2018–19 | - Castle – Halsey choreografia: Benoit Richaud                                                    | - Wicked Game – James Vincent McMorrow choreografia: Benoit Richaud                                        |
| 2017–18 | - Come What May (z filmu Moulin Rouge!) – Nicole Kidman, Ewan McGregor choreografia: Cindy Stuart | - Ghost medley – Bruce Joel Rubin, Dave Stewart, Glen Ballard choreografia: Cindy Stuart, Christopher Dean |